# Mendig
Mendig é uma cidade da Alemanha localizada no distrito de Mayen-Koblenz, estado da Renânia-Palatinado.
É membro e sede do Verbandsgemeinde de Mendig.